# Guillermo de Maleval
Guillermo de Maleval o Guillermo el Grande († 10 de febrero de 1157, Castiglione della Pescaia) fue un anacoreta que inspiró la fundación, por sus seguidores, de la orden religiosa de los Eremitas de San Guillermo, una de las ramas previas a la de los Eremitas de San Agustín. Fue canonizado en 1202. 
La narración de su vida, escrita por su discípulo y fundador de la orden, Alberto, se ha perdido. Otras biografías, obra de Teodobaldo, son poco fiables, ya que interpolan elementos de vidas de otros santos homónimos.

## Vida
Se ha perdido la biografía que escribiera su discípulo Alberto, por lo que la referencia más cercana es la biografía escrita por un tal Teodobaldo (Thibault) y recogida por los bolandistas; sin embargo, esta Vida (y, a partir de ella, las tradiciones que se transmitieron sobre ella a lo largo de la Edad Media) confunde la primera etapa de la vida del santo con la de Guillermo I de Tolosa el Santo (755-812), del que dice que había ido a Roma, donde se había entrevistado con el papa Eugenio III, que le ordenó ir de peregrinaje a Jerusalén en penitencia por sus pecados; ello resulta un anacronismo, porque el papa en cuestión pontificó en la primera mitad del siglo XII (1145-1153). Podría ser que Guillermo de Maleval (quien sí fue contemporáneop de Eugenio III) también hubiese hecho ese peregrinaje a Jerusalén, por testimonios conservados en el oficio de su festividad, y habría estado allí dos años, no como dice Teodobaldo. Hacia 1153 volvió a Italia y se convirtió en anacoreta en un bosque cerca de Pisa, después en Monte Pruno y, finalmente en 1155, en el desierto de Stabulum Rodis, conocido como Maleval, en territorio de Siena y obispado de Grosseto.
Los lugares donde ejerció como ermitaño son todos de la Toscana: las ermitas de Santa Maria ad Martyres y Santi Jacopo e Verano alla Costa d'Acqua, en el Monte Pisano (Volterra), y la de Malavalle, en Castiglione della Pescaia, cerca de Siena, provincia de Grosseto.
El eremita buscaba en diversas comunidades cenobíticas o de anacoretas un ideal de vida donde practicar el éxtasis más rígido, la soledad y el aislamiento del mundo. Primero intentaba que la comunidad donde entraba siguiese este estilo de vida, pero como no lo consiguió, abandonó la vida comunitaria. Los últimos años de su vida los pasó como anacoreta en plegaria, silencio, ayuno y penitencia.

### Tradiciones legendarias
Según la tradición toscana, era un caballero francés de la familia ducal de Aquitania (seguramente, por la confusión con San Guillermo de Tolosa, duque de Aquitania) y descendiente de los condes de Poitou. Al visitar a Eugenio III, el pontífice no quiso concederle el perdón. En Claravall, San Bernardo convertiría a Guillermo, quien, para conseguir el perdón, emprendió los peregrinajes a Jerusalén, Roma y Santiago de Compostela. Al volver a la Toscana se unió al anacoretismo. 
Otra tradición dice que era un soldado de Lucca. En una guerra contra Pisa, perdió la vista y, al recuperarla milagrosamente, se volvió eremita.
También se mezclan elementos de otras leyendas, como la de San Jorge: según esta tradición, luchó contra un dragón que aterrorizaba los campos de Castiglione della Pescaia.

## Nacimiento de la Orden de San Guillermo
Guillermo el Grande no fundó ninguna orden religiosa ni escribió ninguna regla, pero desde la Epifanía del 1156 acogió como discípulo a Alberto. Después de la muerte de Guillermo, un año después, Alberto escribió las enseñanzas que le había transmitido Guillermo y elaboró, a partir de ellos, una  regla guillermita, basada en la de los cistercienses: las Consuetudines e Regula sancti Guillelmi. En 1211, fue aprobada por el papa Inocencio III (1198-1216) y la orden comenzó a tener difusión por Italia y otros lugares de Europa.

## Veneración
Al morir, su sepulcro fue sitio de peregrinación de devotos de la Toscana, el Lacio y las Marcas. El culto fue aprobado por Alejandro III entre el 1174 y 1181, y Inocencio III lo declaró santo el 8 de mayo de 1202 con la bula Ex litteris. 

## Galería

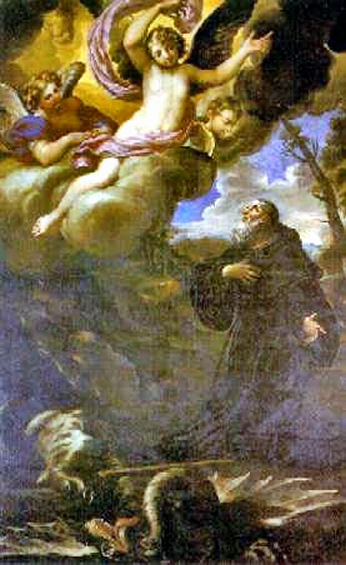
San Guillermo y el dragón, cuadro del s. XVII
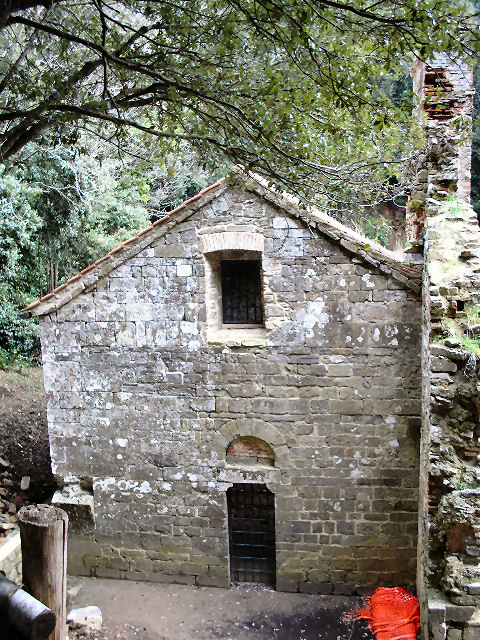
Antigua ermita del Eremitorio de Malavalle, edificada sobre la tumba del santo